# Taratabong ! Le Monde des Anicroches
 Taratabong ! Le Monde des Anicroches est une série télévisée d'animation franco-italienne diffusée à partir du 4 janvier 2009 sur RAI 3.

## Synopsis
Taratabong est un monde fantastique. Il est habité par les Anicroches des personnages qui ont la forme d’instruments de musique et qui communiquent par la musique et le rythme.

## Fiche Technique
- Nom original : Taratabong ! Le Monde des Anicroches
- Réalisation : Marco Bigliazzi, Fabrizio Bondi
- Auteurs :  Marco Bigliazzi, Fabrizio Bondi
- Scénaristes : Marco Bigliazzi
- Musiques : Patrizio Fariselli
- Producteurs : Marco Bigliazzi, Fabrizio Bondi, Robert Réa
- Origine :  France Italie
- Maisons de production : Toposodo, Rai Fiction, Ellipse Animation
- Année : 2008, 2010
- Titres :
  - Taratabong ! Le Monde des Anicroches  France
  - Taratabong! Il Mondo dei Musicilli  Italie
  - Taratabong: the World of the Meloditties  Royaume-Uni

## Épisodes

### Saison 1 (2008)
1. Les Anicroches
2. Mais où est do ?
3. La Note qui détone
4. Le Chemin de l'école
5. La Voie mystère
6. Plouf, Ping et Toc
7. Cache cache écho
8. Joyeux anniversaire !
9. Ici pas là
10. Les Frères Sax
11. Flutio le timide
12. La Voix du vent
13. Hiver en sourdine
14. Doux et fort
15. Carnaval es-tu là
16. Triste et joyeux
17. La Contrebasse bâilleuse
18. La Guitare désaccordée
19. Gardez le rythme
20. Théâtre musical
21. Chacun son tour
22. Robo le synthétiseur
23. Le Manège enchanté
24. Saute saute
25. Guitta et ses cousins
26. Sonnez matines et clochettes

### Saison 2 (2010)
1. Grosse voix et petite voix
2. La Musique des étoiles
3. Monsieur Tubaff
4. La Grande fanfare anicroche
5. Une classe spéciale
6. De la visite pour Groska!
7. Megaphone et microphone
8. Mauvaise journée à Taratabong !
9. Grandorg le géant
10. La Fête en forêt
11. Guimbardes
12. Les Jumeaux Timbales
13. Ghing Gong
14. Basso le basson
15. Sérénade à la lune
16. Sons dessinés
17. Cléro le bavard
18. Le Professeur Clavis
19. La Harpe fantastique
20. Deux amis cors
21. Le Piano mécanique
22. Le Coup de tête de Siflo
23. Paco, la basse électrisante
24. Te souviens-tu de Magnéto ?
25. Il faut répéter pour apprendre
26. La Famille Archet

## Récompenses
- 2009 : Prix Pulcinella de la série préscolaire au festival Cartoons on the Bay [1]